# Хваршинский сельсовет
Хваршинский сельсовет — административно-территориальная единица и муниципальное образование со статусом сельского поселения в Цумадинском районе Дагестана Российской Федерации.
Административный центр — село Хварши.

## Население
| 2002 | 2010 | 2012  | 2013  | 2014  | 2015  | 2016  |
| ---- | ---- | ----- | ----- | ----- | ----- | ----- |
| 462  | ↗915 | ↗938  | ↘936  | ↗960  | ↗965  | ↗972  |
| 2017 | 2018 | 2019  | 2020  | 2021  | 2023  | 2024  |
| ↗973 | ↗992 | ↗1009 | ↗1026 | ↗1057 | ↗1085 | ↘1083 |

## Состав
| № | Населённый пункт | Тип населённого пункта       | Население |
| - | ---------------- | ---------------------------- | --------- |
| 1 | Хварши           | село, административный центр | ↘147      |
| 2 | Хонох            | село                         | ↗910      |